# Korean Broadcasting System
Korean Broadcasting System (KBS) (korejsko: 한국방송공사; Hanguk Bangsong Gongsa) je javna nacionalna radiotelevizija Južne Koreje. Ustanovljena je bila leta 1927 in upravlja radijske, televizijske in spletne storitve. Od leta 2021 je ena največjih televizijskih postaj v Južni Koreji.